# Foitite
La foitite è un minerale del gruppo delle tormaline.
Deriva il suo nome da Franklin F. Foit Jr. (nato nel 1942), mineralogista statunitense e insegnante alla Washington State University, che l'ha scoperto e catalogato.
Si tratta di un minerale raro, reperito negli Stati Uniti in tre siti (California, Wisconsin e Maine ed in poche altre località. In Italia, è presente nelle pegmatiti del granito del Monte Capanne (San Piero in Campo) all'isola d'Elba (LI).